# Johan de Liefde (uitgever)
Johan Wijnand Herman de Liefde (Utrecht, 24 oktober 1860 - 6 augustus 1923) was een Nederlandse ondernemer en uitgever. Hij was de stichter van het Utrechts Nieuwsblad.

## Carrière
Johan de Liefde begon zijn carrière met het huis aan huis verkopen van religieuze prenten. Opvallend was dat hij zowel protestante als katholieke klanten had, daarmee is aangegeven dat hij makkelijk in de omgang was en flair had; eigenschappen waar hij het ver mee zou schoppen. Hij liet de verzuilde samenleving zijn handel niet in de weg staan. Hij ging op zijn zestiende langs
de deuren van protestantse en katholieke gezinnen, gaf neutrale kranten uit en als andere
mensen daar moeite mee hadden wist hij dat handig te omzeilen. Zo publiceerde hij
katholieke uitgaven niet onder eigen naam, maar onder de naam van zijn moeders kant:
Van Maarschalkerweerd. Naast de prenten zelf verkocht hij ook het lijstwerk en startte later een eigen lijstenmakerij. Toen hij ook het drukwerk zelf ging produceren was de uitgever geboren.
De Liefde had een goed commercieel inzicht. Hij deed al vroeg aan klantenbinding en promotiecampagnes. Bijvoorbeeld, toen koning Willem III der Nederlanden in 1887 zeventig werd, liet hij een kar met drukpers door de stad rondrijden om gratis prenten van de koning uit te delen. Maar als je er een lijstje bij wilde, kon je bij zijn lijstenmakerij aan de Vaartschestraat terecht. En bij de oprichting van het Utrechtsch Volksblad kregen mensen die drie maanden abonnee waren een prent cadeau. Betaalde je vooruit, dan kreeg je de prent direct. Heel normaal was het in die tijd bovendien om verzekeringen aan je abonnees aan te bieden, maar Johan de Liefde ging nog een stapje verder. In 1903 richtte hij een apotheek op, speciaal voor lezers van het Utrechtsch Nieuwsblad.

## Uitgever
Naast scheurkalenders, gidsjes en stichtelijke boekjes werd het tijdschrift De Heilbode een succes. op 2 mei 1893 verscheen het eerste exemplaar van het Utrechtsch Volksblad. Het was mede dankzij de grootschalige promotiecampagne die Johan de Liefde op poten had gezet, dat het Utrechtsch Volksblad direct al zesduizend abonnees had. Op Amerikaanse wijze werd het blad met Sandwichmannen aan de man gebracht. In november van dat jaar besloot De Liefde een eigen drukkerij aan de Oudegracht in gebruik te nemen, in december al veranderde de naam in het Utrechtsch Nieuwsblad en in februari 1894 ging het UN in plaats van drie keer in de week dagelijks verschijnen. Omdat de zaken goed gingen, verhuisde hij al gauw naar een pand aan de Drift. Van daar stichtte hij ook kranten in andere plaatsen van Nederland, zoals het Amsterdams Nieuwsblad en het Haagsch Nieuwsblad.

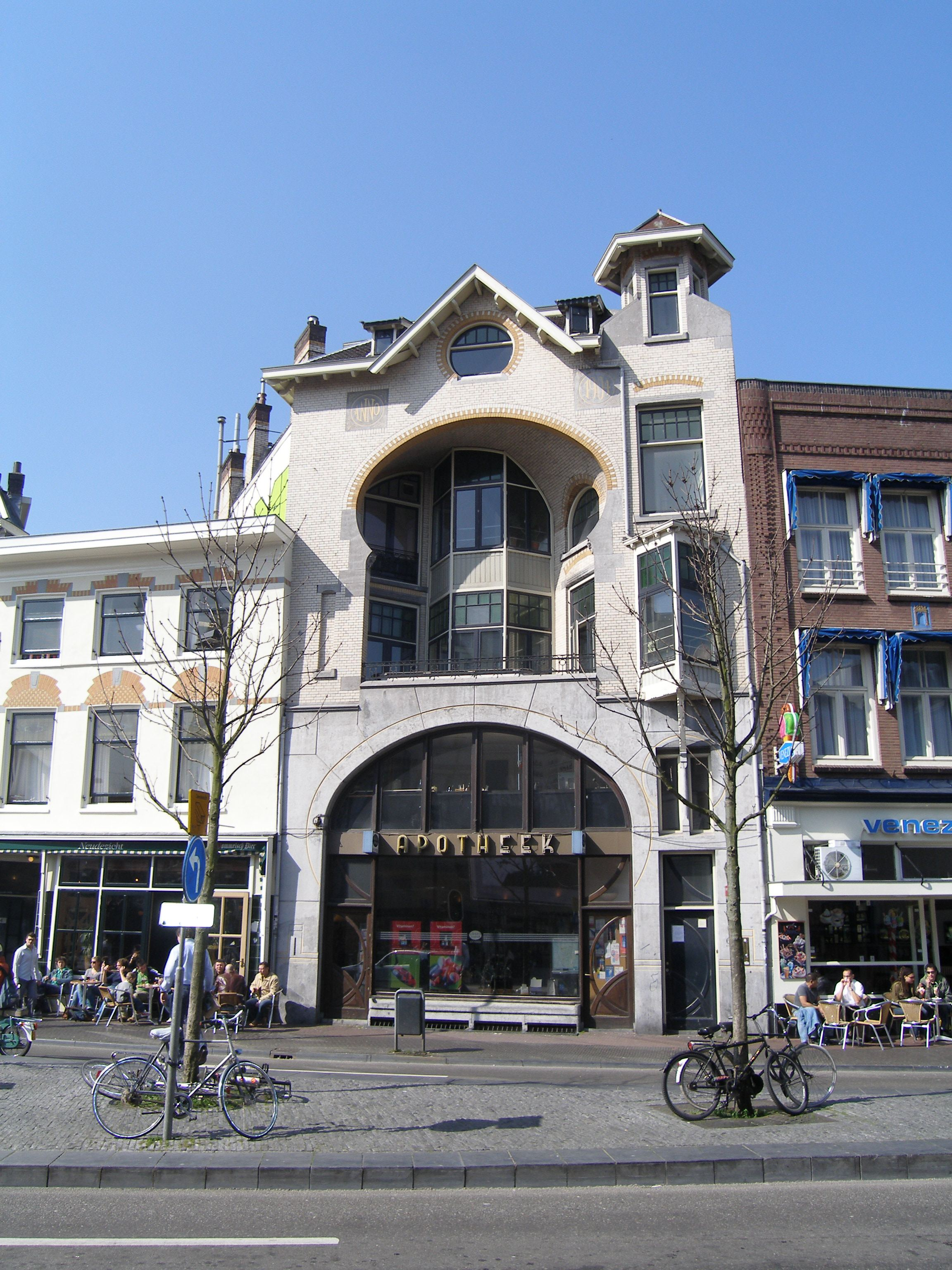
Apotheek De Liefde

## Ondernemer
De Liefde kocht verschillende panden in de stad Utrecht, waar hij een hotel, bioscoop Scala, een apotheek en diverse andere nieuwe bedrijven startte. De apotheek die hij in 1904 liet bouwen aan de Voorstraat, draagt nog altijd zijn naam. Door de Eerste Wereldoorlog en stevige concurrentie moest De Liefde zijn zakenimperium inperken, maar met het Utrechtsch Nieuwsblad bleef het voorspoedig gaan: begin jaren twintig was het de grootste krant van Utrecht met een oplage van 22.000. Toen De Liefde na een lang ziekbed op 62-jarige leeftijd stierf in 1923, werden het hotel, de bioscoop en de apotheek van de hand gedaan, maar het UN bleef tot 1981 in handen van de familie.

## Bron
Utrechtse biografieën 1, Boom/Broese-Kemink/SPOU (Utrecht 1994)
Honderd jaar Utrechts Nieuwsblad, A. de Jongh (Utrecht 1993)
Het Utrechtsch Nieuwsblad vijftig jaar, J.A.F. Janzen (Utrecht 1943)